# Vânători (gmina w okręgu Vrancea)
Vânători – gmina w Rumunii, w okręgu Vrancea. Obejmuje miejscowości Balta Raței, Jorăști, Mirceștii Noi, Mirceștii Vechi, Petrești, Rădulești i Vânători. W 2011 roku liczyła 5164 mieszkańców.